# Alexander Leuthard
Alexander Leuthard (* 23. Januar 2006) ist ein deutscher Fußballspieler. Der Offensivspieler steht beim Drittligisten SpVgg Unterhaching unter Vertrag.

## Sportlicher Werdegang
Leuthard spielte in der Jugend für die SpVgg Greuther Fürth und die SG Quelle Fürth. Über den ATSV Erlangen kam er am Jahresanfang 2022 zur SpVgg Unterhaching. Für die „Vorstädter“ lief er in der B-Junioren-Bundesliga auf, dabei gelang ihm mit der Mannschaft am Ende der Spielzeit 2021/22 die Vizemeisterschaft in der Südstaffel hinter dem Nachwuchs des VfB Stuttgart. Am Ende der folgenden Saison stieg er mit ihr in die Zweitklassigkeit ab. Parallel spielte er dabei zeitweise auch in der A-Junioren-Bundesligamannschaft des Klubs, die jedoch ebenso am Ende der Spielzeit 2022/23 in der höchsten Juniorenspielklasse den Klassenerhalt verpasste. Unter dem vormaligen Jugendtrainer Marc Unterberger nahm er im Sommer 2023 an der Saisonvorbereitung der in die 3. Liga aufgestiegenen Wettkampfmannschaft teil. Nachdem er zum Saisonauftakt beim 1:1-Unentschieden im Auswärtsspiel beim SSV Jahn Regensburg im Spieltagskader gestanden hatte, spielte er in der Vorrunde insbesondere für die A-Juniorenmannschaft sowie die in der Landesliga Bayern antretende Reservemannschaft und kehrte erst in der Winterpause wieder in den Profikader zurück. Beim Auftaktspiel 2024 kam er Ende Januar zu seinem Profidebüt, als er bei der 0:2-Auswärtsniederlage beim Mitaufsteiger SSV Ulm 1846 für Sebastian Maier eingewechselt wurde. Im weiteren Saisonverlauf schwankte er zwischen Ersatzbank und Tribüne, dabei kam er unregelmäßig in der 3. Liga als Einwechselspieler zum Einsatz und unterstützte parallel die Reservemannschaft beim Aufstieg in die fünftklassige Bayernliga. Kurz vor Ende der Spielzeit 2023/24 unterzeichnete er einen bis 2026 gültigen Profivertrag mit Vertragsverlängerungsoption um eine Spielzeit.